# 오산 자이
오산 자이(영어:  Osan Xi)은 대한민국 경기도 오산시 청호동에 위치한 대규모 아파트 단지이다. 2007년에 완공하였다. 14개동, 1,060세대이다. 